# 性客体化
性客体化，也称为性的物化、性对象化（英語：Sexual objectification）是指将一个人作為性欲的客體來看待。這一概念也可以理解為性方面的物化，即在性方面将一个人作为商品或物品來看待，而不考虑其人格或尊严。
虽然男性和女性都可能被性客体化，但这一概念主要与妇女被物化有关，许多女性主義理论和由其衍生的心理学理论對性客体化均有論述。对女孩和妇女的性客体化助长了性别不平等，许多心理学家将物化与妇女的一系列身心健康狀況联系起来。也有研究者認為，性客體化賦予男性負面的身體意象，因而對男性與女性的心理影響程度相當。
研究顯示，絕大多數的（70%）女性認為能代表自己的人物中在日常圖像中並未得到充分的展現，且絕大多數的女性都認為自己感受到媒體中不真實的美的標準的壓力。

## 對女性的性客體化

### 總論
對女性的性客體化涉及到將女性主要視為男性性慾的客體，而非一個完整的人。雖然對於哪些情況存在性客體化尚稍有歧異，一般仍認為性客體化往往體現在以下領域中，以性為導向描繪女性，其中包括廣告、藝術、傳播媒體、色情作品、涉及到脫衣或性交易等職業，以及將女性毫不隱諱地以性或審美的方式評價、鑒賞的場所或活動，例如選美比賽。
有些女性主義學者和心理學家主張性客體化可能會導致負面的心理影響，例如進食障礙、抑鬱和性功能障礙。此外，因為性客體化使女性相信她們的智力與能力在現階段及將來都不會被社所認可，進而讓女性產生負面的自我意像。性客體化也被發現會女性的表現、自信與職場位階造成負面的影響，然而，關於這些影響整體而言仍處於學術辯論階段。部分人認為女孩在蛻變成女人的過成中，會逐漸了解到外貌在社會上的重要性，從而感受到恐懼、羞恥及噁心；其他人則認為年輕女性尤其容易遭受性客體化，因為他們經常被告知權力、尊重及財富都是有個人外貌衍生而來。
擁女主義文化評論者如羅伯特·詹森和蘇特·賈利等譴責大眾媒體和廣告通過宣傳女性的物化來幫助促銷商品和服務，而電視和電影產業常常被指責正常化女性的性客體化。
反對對女性的性客體化並非近期才有的現象，例如，在法國的啟蒙時代，人們就有過一場爭論，關於一個女人的胸部只是一種感官誘惑，還是一份天然的禮物。德穆瓦西的在其 1771 年的劇作《真正的母親》（La Vraie Mère）中設計一橋段，由女主角訓斥她的丈夫將她當作他性滿足的物品：「你的感官是否如此粗俗，把乳房——大自然高級的寶藏——當作只是裝飾品，用來裝飾女性的胸部？」
70 年代，性客體化首次被女權主義團體給問題化而提出。自那時起，人們一直認為，自從性客體化被問題化以來，女性的性客體化現象在生活的各個層面上反而急劇增加，尤其是在政治領域，而此也對女性造成了負面影響。然而，一些新興的第三波女權主義團體也把女性被物化的現象視為利用女性身體作為權力的形態。
有此人認為，女權運動本身也助長了女性性客體化問題，因為該運動推崇「自由」的愛，即男女選擇在婚姻以外的性行為，是為了自己的快樂。一項研究發現，暴露在女性被物化的媒體內容中的男性比暴露在女性未被物化的內容中的男性更容易接受上述的行為。

### 女性的自我客體化
阿里爾·列維認為，西方女性通過穿著暴露的衣服和作出淫穢的行為來展現自己的性感，但她們實際上是在對自己進行客體化，也就是說，她們在自我客體化。雖然有些女性認為這樣的行為是自己權益的一種形式，但列維認為，這導致了對女性自我價值的物質標準或性化更加的強調，她稱之為「低俗文化」。紐約州立大學進行的一項研究發現，當女性試圖符合男性凝視中的「完美」女性標準時，她們會對自己進行物化。
心理學教授喬丹·彼得森質問道：為什麼女性在工作場所需要化妝或穿高跟鞋、社會為何對性騷擾存在雙重標準，以及女性為什麼在社會中對自己進行客體化？
此外，社交媒體對女性的自我客體化產生了重大影響。通過社交媒體，女性通過發布挑逗性圖像來自我客體化，因為她們知道這些圖像將被觀看者客體化，只為了符合自己的社會氣質。

### 拉丁裔女性
拉丁裔女性面臨一種特殊的性客體化形式，這是基於與拉丁裔女性有關的刻板印象。美國媒體經常把拉丁裔女性塑造成性放縱且具有完美線條、大胸部和臀部，激情四溢或有熱情奔放的形象。其中有三種主要的刻板印象：酒吧女孩、受苦的西班牙女孩和娼妓，這些刻板印象促使拉丁裔女性成為性客體化的對象。「酒吧女孩」被描述為具有迷人的性吸引力。「受苦的西班牙女孩」是對心上人（通常是盎格魯人）的迷戀而變「壞」的拉丁裔女性，最後，「娼妓」被認為是美麗但陰險的，因其才智或魅力而對其心理造成威脅，這三種類型都起源自對拉丁裔女性身體及身份的性客體化。 
這種性物化對拉丁裔女性產生了現實層面的影響，例如，負面的拉丁裔女性刻板印象的普遍性，如過度的性化，導致拉丁裔社群內部正面的自我認同的下降。 

### 黑人女性
黑人女性在整個歷史中一直被迷戀和客體化，迷戀黑人女性的人被稱為有「叢林熱」，這是因為黑人女性被描繪為具有更多的野性。黑人女性在媒體和色情作品中更被廣泛客體化，媒體還強化關於黑人女性凹凸有致的身體和豐厚的嘴唇的刻板印象。

## 對男性的性客體化

### 總論
「男性性客體化」是指男性在公開場合展示性方面的意涵，由於女性也購買和消費色情作品，男性被性客體化的情況可能會出現在廣告、音樂視頻、電影、電視節目、肌肉男日曆、女性雜誌、男性脫衣秀以及衣女裸男活動中。
在男同性戀社群中，男性經常被客體化， 2007年的一項研究發現，在該社群中討論客體化的負面影響受到了相當大的阻力。 有色人種男性的性客體化可能迫使他們在性行為中扮演特定角色，而這不一定是他們可以選擇的。
研究顯示，對男性的客體化效應與對女性的客體化化效應相似，導致男性對自己的身體意象產生負面看法。

### 媒體
雖然男性的身體被客體化的程度比以前更高，但由於社會對女性的客體化的即定的關注，新發現的對男性的客觀化並不廣泛的被注意到。 即使男性的客觀化有所增加，男性仍然被視為佔主導地位的人物，因此研究仍然以女性為重點。
研究發現，在以男性身體部位展示產品的廣告中，有37%出現了男性性客體化。 與女性性客體化的問題類似，這種客體化往往導致男性受到身體羞恥、進食障礙和追求完美的壓力。 這些隨處可見的「理想」男性使社會期望所有男性都符合這一角色。
男演員在電視劇和電影中經常身材健美，擁有「理想」的身體，這些男性通常扮演主要角色，且身材不佳的男性擔任主角是很少見的，因為人們總會把身材不佳的男演員視為劇中的丑角。在不同的時間、文化和地理上人群會賦予性別和其他身份一個所謂「正常」的形象，而這些形象還通常被誤認為是自然的或理所應當的。
在媒體中，男性的理想形象被視為強壯、健美的男性，女性的理想形象則是瘦弱的。對身體的評價更多地用於批評女性，而對男性的評價則可以有不同的形式。例如，面向男性的身體評價往往是非語言暗示的。相比之下，女性更容易接收到性方面、有時帶有冒犯性的言論形式的身體評價。對男性的評價往往來自其他男性，而對女性的評價則來自兩性都有。人際性客體化量表（Interpersonal Sexual Objectification Scale，ISOS）是一種表示受試者（男性和女性）性物化程度的量表。當經歷性客體化時，它會產生不斷維護和批評自己外貌的需求。這導致了其他事情，例如飲食失調、身體嘲諷和焦慮。 人際性客體化量表可以與客體化理論和性別歧視有關。自我客體化是人們評估自己的方式，更集中發生於女性，男性則通常透過媒體展示產生自我客體化。研究表明男性在經歷自我客體化的程度上，通常不像女性那樣受到負面影響。
在媒體上，性客體化一直被用作向大眾推銷產品的一種方式，《廣告學雜誌》指出，性客體化作為一種營銷策略已經使用了數十年。這種特定的策略旨在銷售產品，讓顧客看起來和感覺到自己更有吸引力和魅力。該文章指出，這種策略通過引起公眾的注意力來取得良好的銷售成績，明示性客體化的廣告比其他非明示的廣告在營銷方面表現更好。

## 對性客體化的看法
就性客體化這個概念而言，它的重要性在女性主義理論中是不言而喻的，但人們對於什麼構成性客體化以及它的道德意義又有很大的分歧。有些女性主義者像是諾米·沃爾夫就將外貌吸引力本身視為有問題的，有些基進女性主義者甚至反對任何「基於生理特徵來評價另一個人的性吸引力」的行為。更甚者，約翰·斯托爾滕伯格認為所有涉及對女性的視覺化性幻想都是錯誤的性客體化。
基進女性主義者認為女性被貶低為所謂的「受壓迫的性階級」的過程中，性客體化往往是罪魁禍首。雖然有些女性主義者認為，在他們撻伐的父權社會中大眾媒體是物化的，但他們通常聚焦在色情產品惡劣地導致男性習慣於客體化女性。
一些社會保守主義者接受了女性主義對性客體化的批評，然而在他們看來，西方文化中對兩性性物化的增加是性解放的後果。這些批評家，特別是溫迪·沙利特，主張回歸性解放前的性倫理，沙利特稱之為「回歸謙虛」，作為性客體化的解藥。
一些人反對女性主義者對女性物化的主張，卡蜜兒·佩利亞認為：「將他人轉化成性客體是人類的物種特長之一。」在她看來，性客體化與概念化和美學等人類最高能力息息相關，甚至可以劃上等號。個人女性主義者溫蒂·莫艾洛依表示，「物化」意味著將女性變成性客體，而這是毫無意義的，因為無生命的物體不會有性，所以「性客化」從字面上來說，沒有任何意義。她接敘道，女性是身體、思想和靈魂的結合體，因此專注於其中的單一面向不應該被視為是在貶低。
一項調查顯示，在全球範圍內，有70%的女性認為能代表自己的人物中在日常圖像中並未得到充分的展現，且十名受訪女性中有七人認為自己感受到媒體中不真實的美的標準的壓力；而有67%的女性認為廣告商該站出來並為自己使用的圖像內容負責。